# Босмански поток
Босмански поток је десна притока Дунава, дужине 2,46km, површине слива 1,38km² и налази се у оквиру НП Ђердап.
Поток извире на северној падини Соколовца на 470 м.н.в. и тече у правцу југ—север, где пре ушћа мења правац ка северозападу и улива се у Дунав непосредно пре почетка клисуре Госпођин вир.
Мањи део слива налази се у оквиру Природног резервата Босман—Соколовац, а већи део у режиму заштите II степена.